# Bosnien BA06
BA06 var den sjätte bataljonen av de Svenska Bosnienbataljonenerna som Sverige bidrog med till de fredsbevarande styrkorna i Bosnien och Hercegovina.

## Allmänt
Förbandet sattes upp av Värmlandsbrigaden (IB 2). Bataljonsstab, stab/ingenjörskompani och stab- och trosskompani grupperade på Camp Oden utanför Tuzla. Pansarskyttekompanierna grupperade ute i insatsområdet på Camp Sleipner och Camp Tor.
- 9.pansarskyttekompaniet (SL) grupperade på Camp Tor i Socovac

Tjänstgöringstid 1996-03-18 till 1996-10-11
Under BA06 tid i insatsområdet omkom 2 svenska soldater vid ett tillfälle (1996-04-18) till följd av olycka med pansarbandvagn 302. Olyckan inträffade ca 2 km från Camp Oden,vid kontrollkörning med Pbv 302

## Förbandsdelar
- Bataljonschef: Öv Tommy Johansson
- Stf bataljonschef: Övlt Inge Palmberg

- 9. pansarskyttekompani (Södermanlandsbrigaden (MekB 10): Chef Mj Melin
- 10. pansarskyttekompani: (Värmlandsbrigaden (IB 2): Mj Albert Langenbach
- Ingenjörkompani: Ing1: Chef Mj Pär Brusquini
- Stab/Trosskompani: Chef Mj Kenneth Svasse